# 榮久庵憲司
榮久庵 憲司（えくあん けんじ、1929年9月11日 - 2015年2月8日）は、日本の工業デザイナー。GKデザイングループ創設者。静岡文化芸術大学名誉教授。

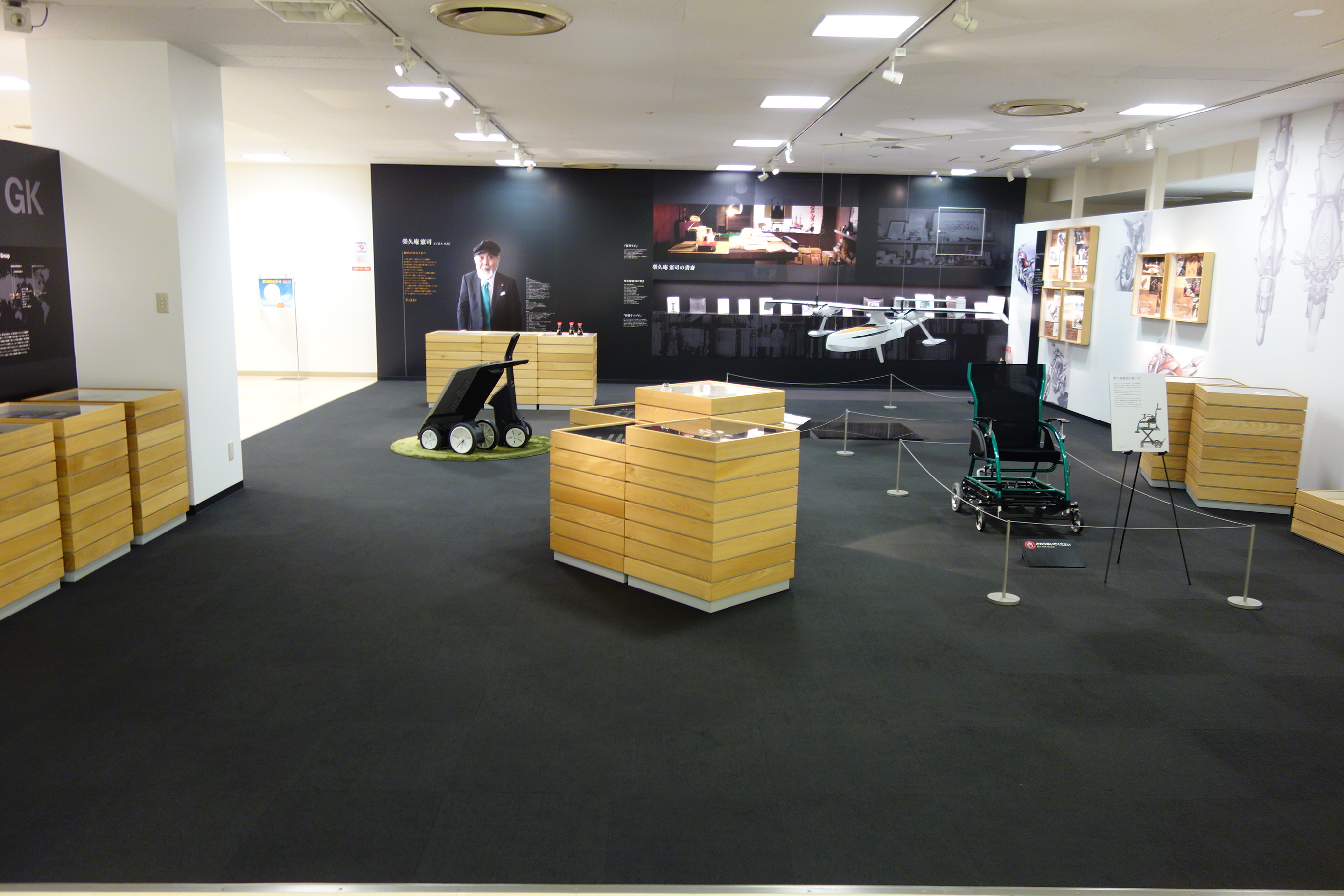
RiM-fにあった栄久庵憲司展示室

GKインダストリアルデザイン研究所所長、世界デザイン機構会長、第4代桑沢デザイン研究所所長、静岡文化芸術大学デザイン学部学部長などを歴任。

## 来歴

### 生い立ち
東京府生まれ。ハワイ、広島県育ち。両親は広島の出身で僧侶だった。榮久庵祥二元日本大学芸術学部教授は弟。父の跡を継ぐため1945年、江田島の海軍兵学校から原爆が投下された8月の終わりに広島市へ入る。実家の戒善寺は爆心地から500メートルのところにあった。焼け野原に焼けただれた寝台の枠や鉄かぶと、自転車、路面電車が壊れてひっくり返っていた。消えようとしているモノたちの助けてくれと言う叫び、一方で四輪駆動のジープに乗ったGIのポケットには、チューイングガムやチョコレート。モノ不足は辛く、進駐軍がユートピアに見え、壮絶な地獄絵とモノへの憧れが重なった。父の跡を継いで仏門に入ろうとした時期もあったが、この体験が榮久庵をデザインの世界に向わせた。
1952年、東京藝術大学在籍中に同大学教授の小池岩太郎のもとで、友人とともにアルバイトグループGK（Group of Koike）を設立、後にデザイン会社に発展した。
当時、ビジネスの世界では、デザインという概念・価値はまったく認知されていない時代だったが、地道なプロモーション活動を続ける。それまで企業内デザイナーが手掛けていた製品デザインを、企業から受注する新しい流れを作ったといわれる。

### 工業デザイナーとして

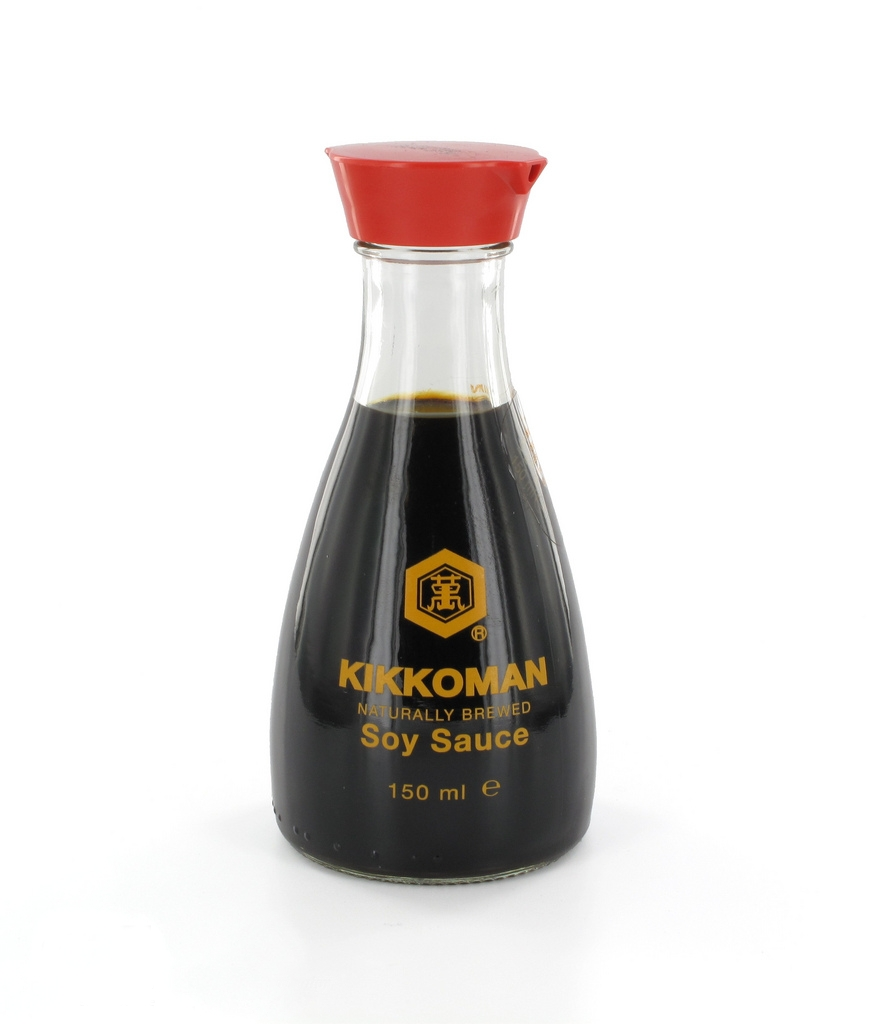
榮久庵憲司がデザインしたキッコーマンの醤油差し

1959年（昭和34年）、黒川紀章、菊竹清訓ら若手建築家・都市計画家グループと「メタボリズム」を結成、唯一の工業デザイナーとして参加。
1961年（昭和36年）、有名な「キッコーマンしょうゆ卓上びん」をデザイン。この年大ヒットし、「しょうゆ＝キッコーマン」というブランドを打ち立てることにも大いに貢献。この商品は、発売開始以来一度もデザインを変えることなくロングセラーを記録、国内外向けに約4億本生産された。
その後は鉄道車両、オートバイ、自転車、冷蔵庫、洗濯機、電話機、印刷機械、ミシン、パソコン、カメラ、2016年夏季オリンピックの東京開催招致ロゴなど多数のデザインを手がけている。また1970年大阪万博などの博覧会デザインにも携わり、1989年の世界デザイン博覧会（名古屋市）では総合プロデューサーも務めた。
日本の工業デザイン界の草分けにして、日本の第一人者として知られた。
1979年「工業デザイン界のノーベル賞」といわれるコーリン・キング賞。2000年に勲四等旭日小綬章。2003年にラッキーストライク・デザイナー賞、2014年、コンパッソ・ドーロ賞国際功労賞など、日本のみならず、フランス、イタリアやフィンランドなど海外の勲章も受章している。フィンランドとは古くから交流を持ち、日本フィンランドデザイン協会の会長を長年務め、フィンランドのデザインやデザイナーが日本をはじめ世界で知られるよう尽力した。また中国のデザイン界にも大きな功績を残している。
1987年に桑沢デザイン研究所第4代所長として学園内で対立していた桑沢デザイン研究所と東京造形大学の橋渡し役として専門学校教育と大学教育の共生の道を模索することに努めた。
静岡文化芸術大学の創設に携わり、デザイン学部教授に就任。後進の育成に努めるとともに、初代学部長などの役職を務めた。2006年6月、同大学の名誉教授となった。また、広島国際大学においては、客員教授を務めた。
2015年2月8日、洞不全症候群で死去。享年85。
広島県福山市のRiM-fにある福山市ものづくり交流館の一角に榮久庵憲司展示館が設けられていたが、2020年に閉鎖された。

## 略歴
- 1929年 東京府で生まれる[32]。
- 1930年11月 ハワイに移住。
- 1935年 ハワイのホノカア小学校に入学。
- 1937年 帰国して広島県福山市郷分に転居。
  - 10月 東京府西巣鴨に転居。西巣鴨第一尋常小学校（現在の豊島区立西巣鴨小学校）に編入。
- 1942年 東京府立第五中学校（現在の東京都立小石川高等学校）に入学。
- 1945年3月 海軍兵学校（78期）に入学。
- 1945年9月 広島市、沼隈郡鞆町（現在の福山市）に転居[33]。広島県立福山誠之館中学校（現在の広島県立福山誠之館高等学校）に編入。
- 1947年 広島県立福山誠之館中学校卒業。佛教専門学校（現在の佛教大学）に入学するもただちに退学し、旧制東京府立第五中学校（現在の東京都立小石川高等学校）に再入学。
- 1950年 東京芸術大学美術学部図案科入学。
- 1955年 東京芸術大学美術学部図案科卒業。
- 1957年 GKインダストリアルデザイン研究所設立、所長となる。
- 1973年 第8回世界インダストリアルデザイン会議実行委員長。
- 1974年 メッカ計画立案（丹下健三と）
- 1979年 コーリン・キング賞（工業デザイン界のノーベル賞（国際インダストリアルデザイン団体協議会））受賞。
- 1981年 アートセンター・カレッジ・オブ・デザイン（米国）より名誉博士号授与。
- 1985年 国際科学技術博覧会会場施設デザイン専門委員。
- 1987年 世界デザイン博覧会（名古屋市）総合プロデューサー。
- 1998年 世界デザイン機構を設立し初代会長に就任。
- 1992年 藍綬褒章、通商産業省のデザイン功労者表彰。
- 1996年 英国ミシャ・ブラッグ賞受賞
- 1997年 フランスより芸術文化勲章受章。
- 1999年 THE LONDON INSTITUTEより名誉博士号授与。
- 2000年 勲四等旭日小綬章受章。
- 2003年 ラッキーストライク・デザイナー・アワード受賞。
- 2004年 フィンランド獅子勲章コマンダー章受章。
- 2005年 広島国際大学客員教授に就任（6月1日付）。
- 2015年 2月8日午前3時57分、洞不全症候群のため死去[3]。85歳没。

他、日本インダストリアルデザイナー協会理事長、国際インダストリアルデザイン団体協議会会長などを歴任し、（株）GKデザイン機構会長、国際インダストリアルデザイン団体協議会名誉顧問、Design for the World（世界デザイン機構）会長、日本デザイン機構会長、道具学会会長などを務めた。

## 主な作品
- 日本楽器製造（ヤマハ） Hi-Fiオーディオ（1953年）
- 岡村製作所 オフィス家具
- キッコーマン 卓上醤油瓶（1960年）/（グッド・デザインマーク商品1993年選定）[15][19]
- 大阪万博会場線モノレール車両、ゴミ箱、ベンチ（1970年）
- ヤマハ発動機VMAX（1985年）[19][34]
- ヤマハ発動機モルフォII（1990年）
- コスモ石油 ロゴマーク（1986年[35]）
- 日本中央競馬会 イメージアップ計画 ロゴマーク（1987年[36]）
- ウォール インテリジェント・バスストップ（1999年[36]）
- 東京都シンボルマーク（1989年）
- アストラムライン（1994年）
- JR東日本253系電車（1991年[19][37]）
- JR東日本255系電車
- JR東日本E257系電車
- JR東日本E259系電車
- JR東日本209系電車
- JR東日本E217系電車
- JR東日本E231系電車
- JR東日本E233系電車
- 新幹線E3系電車（1997年[37]）
- 広島電鉄5000形電車（1999年[19]）
- JALシェルフラットシート（2002年[19]）
- 富山ライトレールTLR0600形電車（2006年[19]）
- 福山市立大学校章（2010年[38]）
- ヤマハ発動機 Y125 "もえぎ"（2011年[36]）
- 札幌市交通局A1200形電車（2013年[36]）
- 広島電鉄1000形電車（2013年）
- ゆりかもめ7300系電車 （2014年）
- JR西日本227系電車（2014年）
- JR東日本EV-E301系電車（2014年）

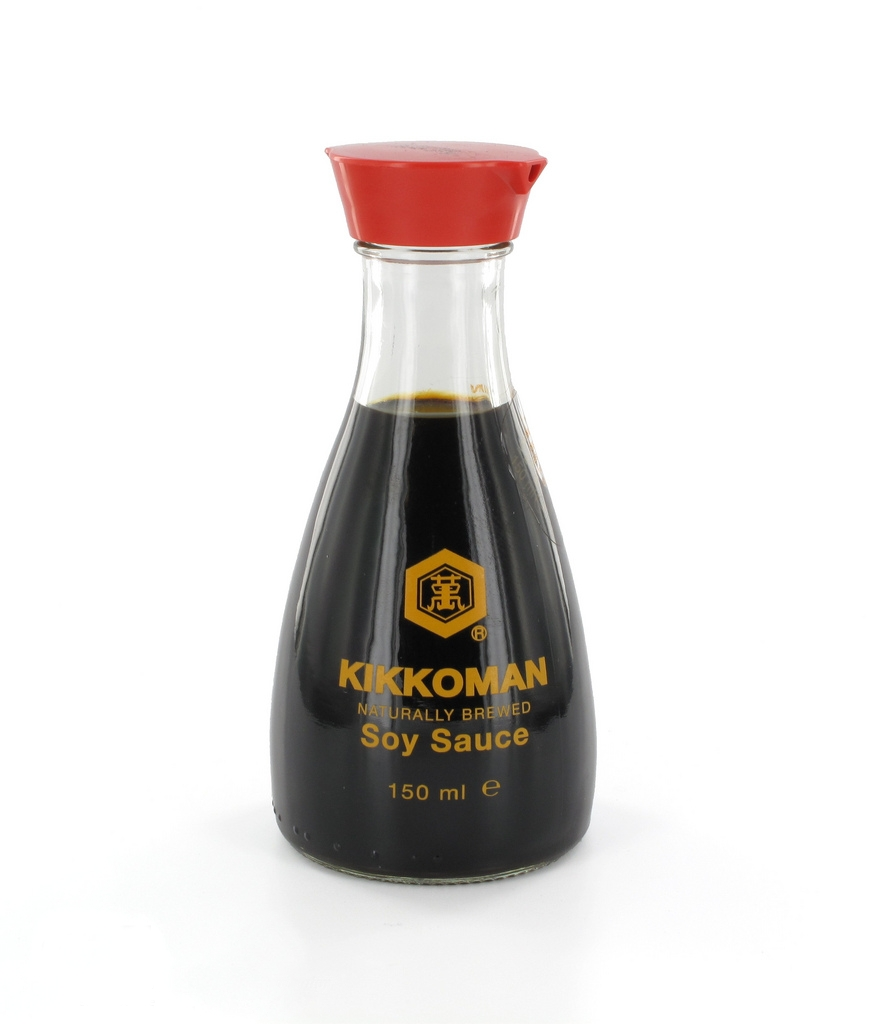
キッコーマン 卓上醤油瓶
東京都シンボルマーク
日本中央競馬会ロゴマーク
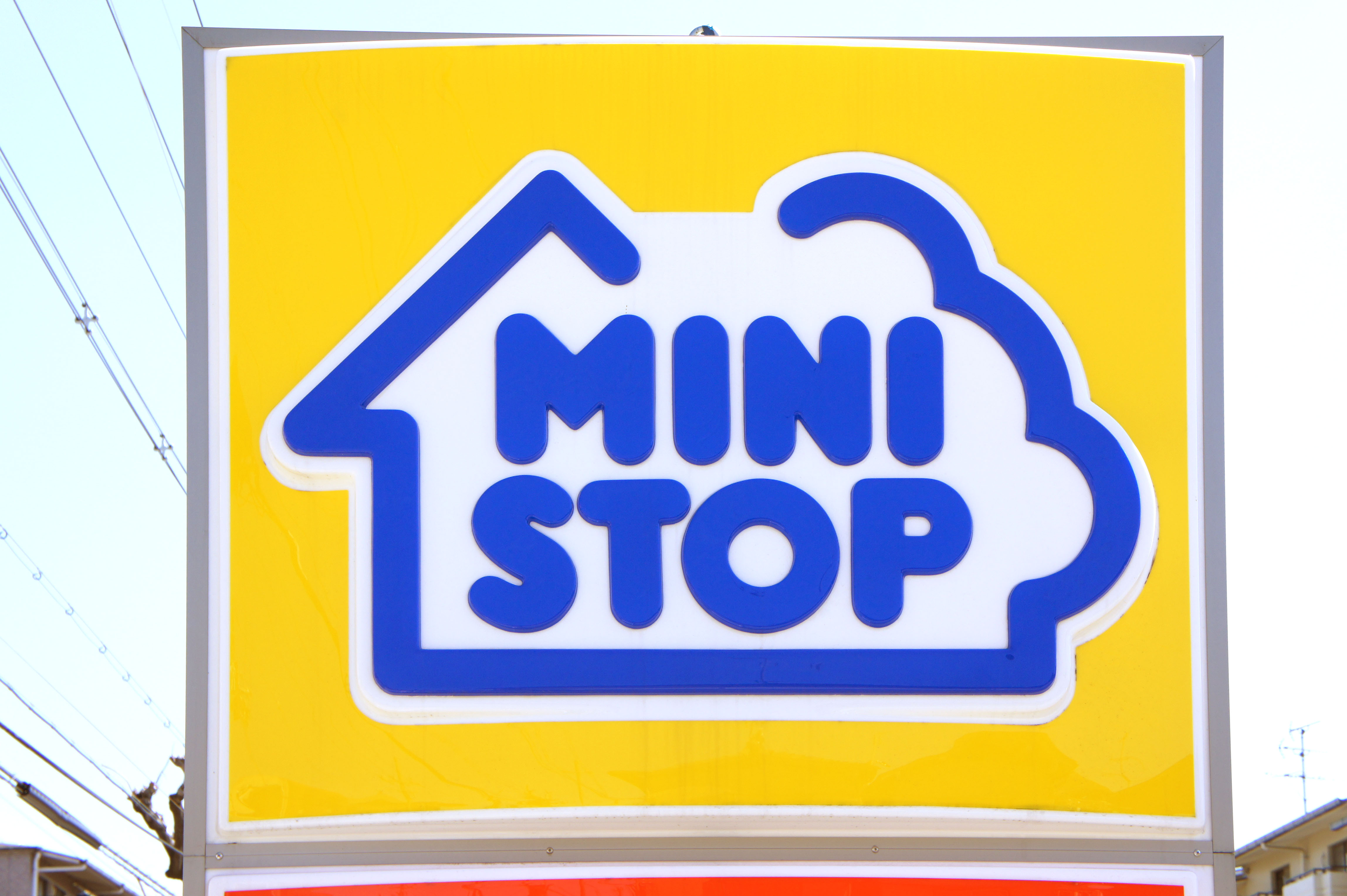
ミニストップ ハウスロゴ
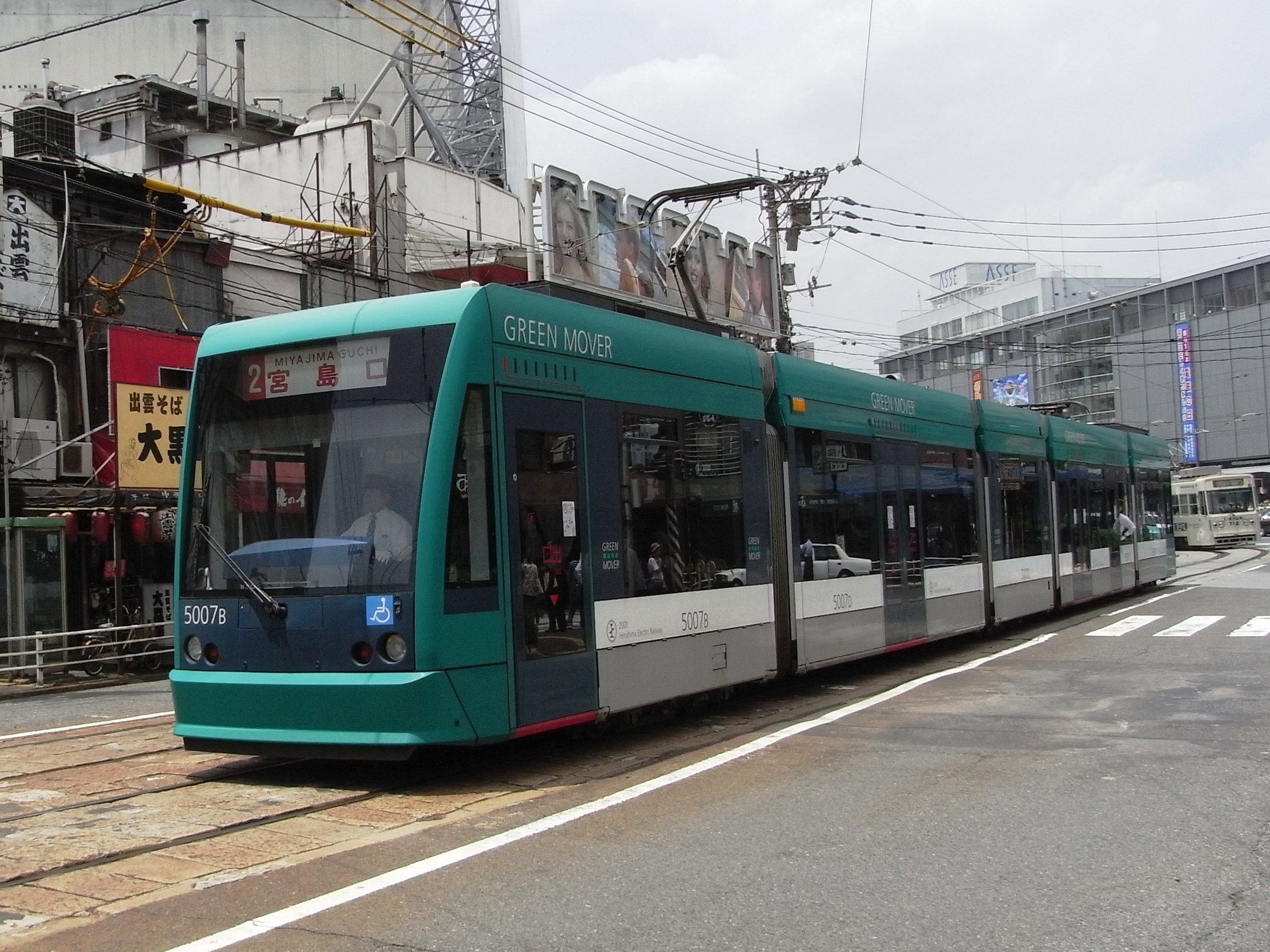
広島電鉄5000形電車
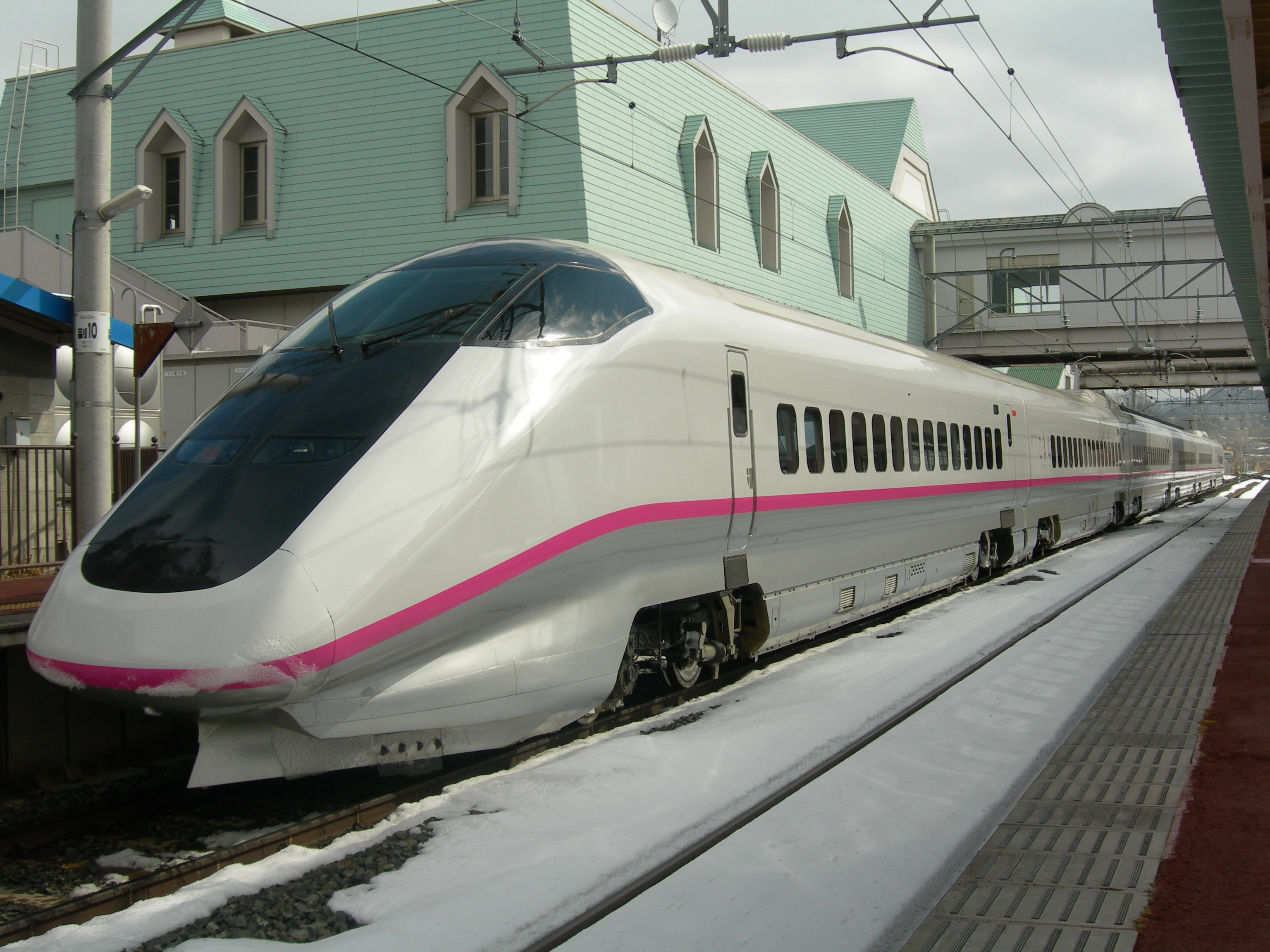
新幹線E3系電車
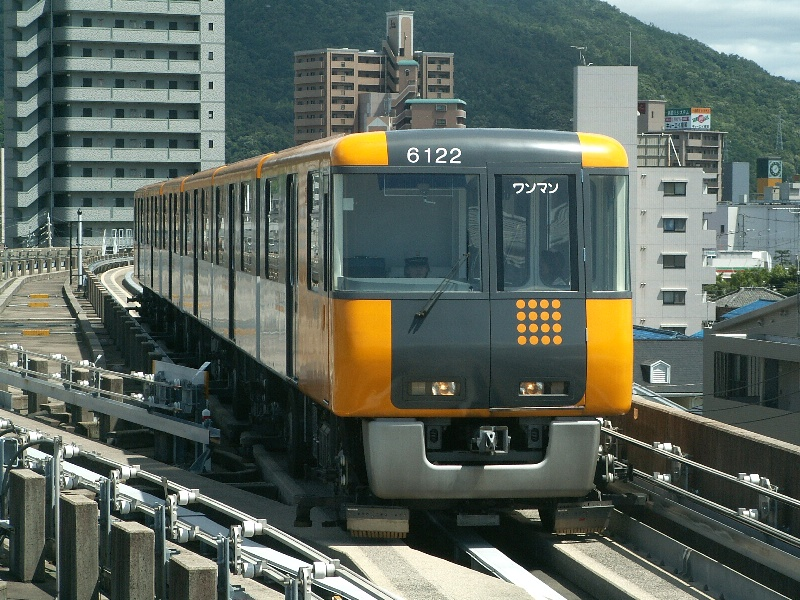
アストラムライン
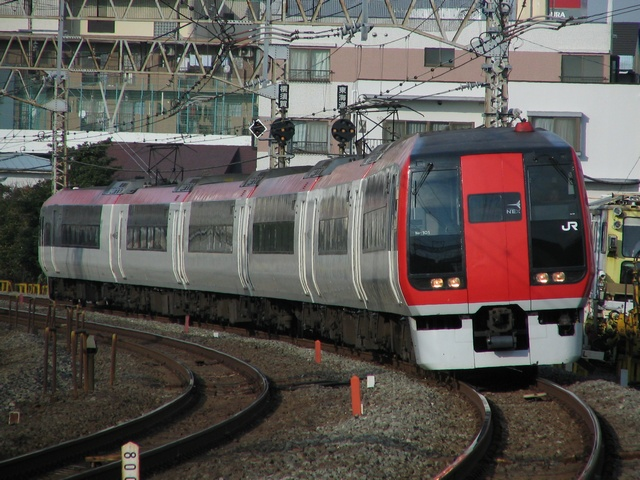
JR東日本253系電車
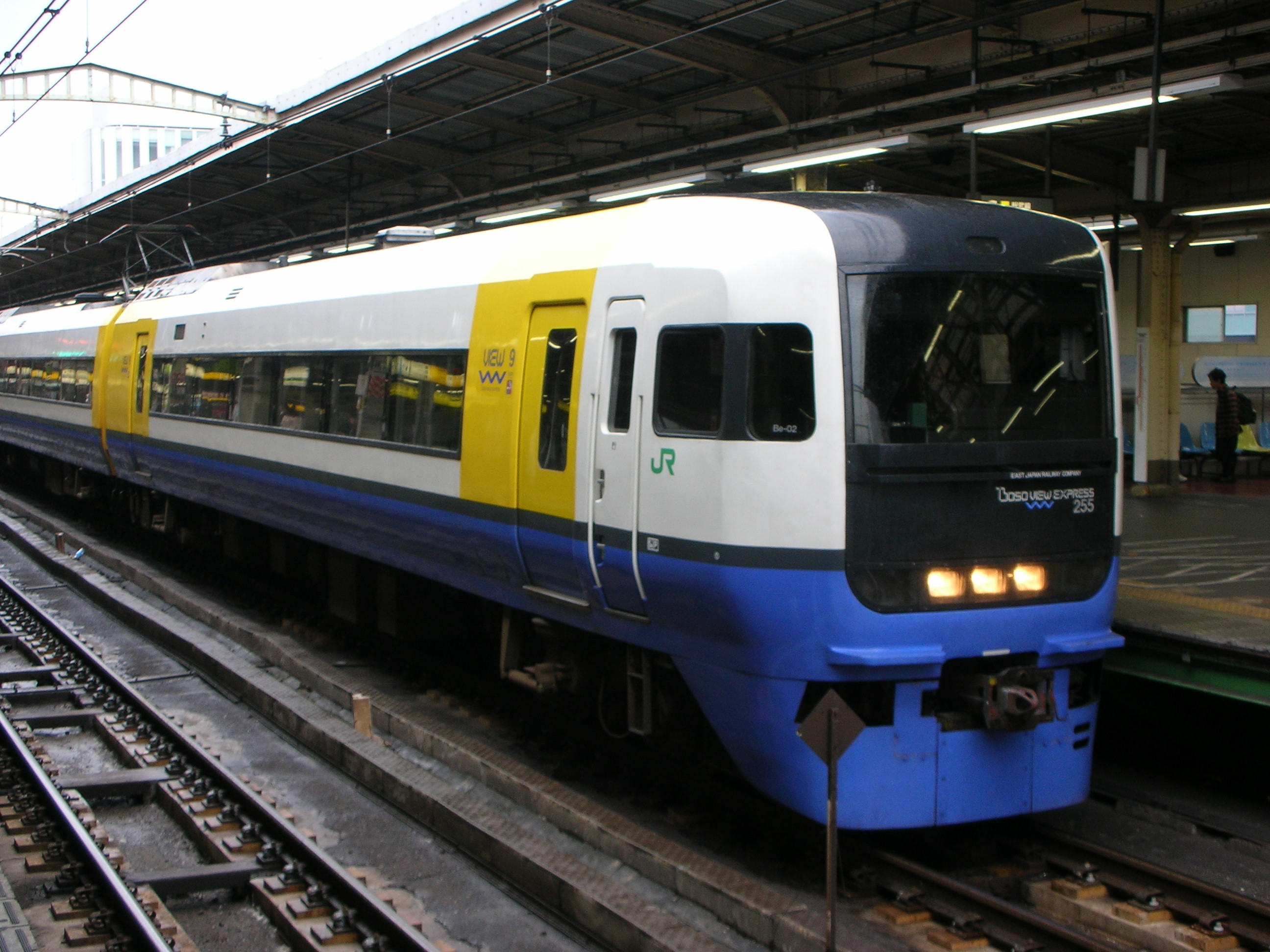
JR東日本255系電車
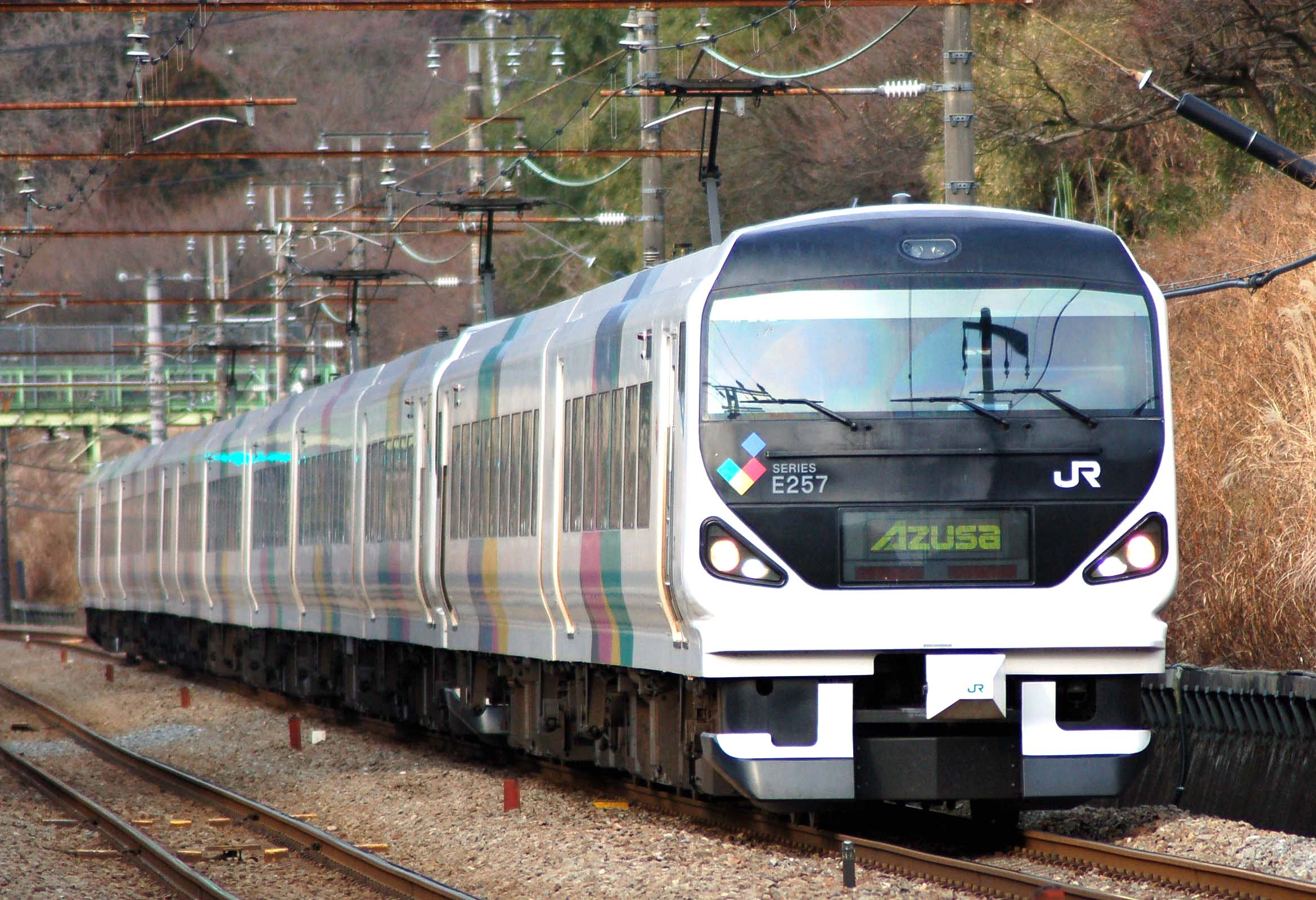
JR東日本E257系電車
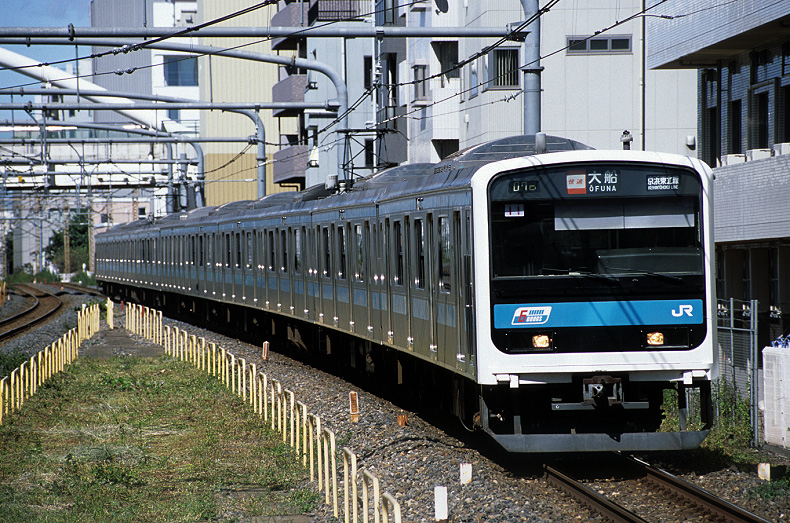
JR東日本209系電車
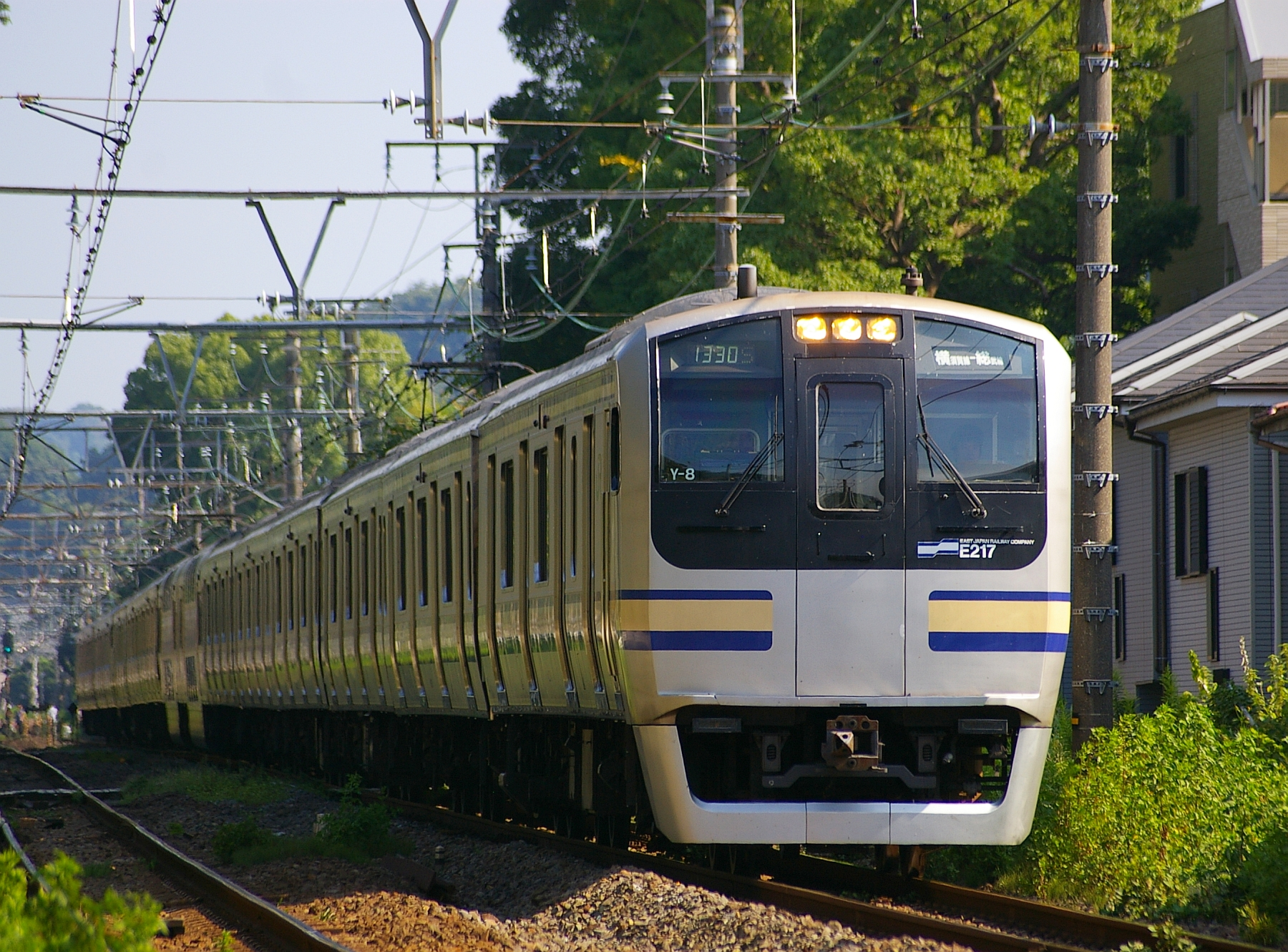
JR東日本E217系電車
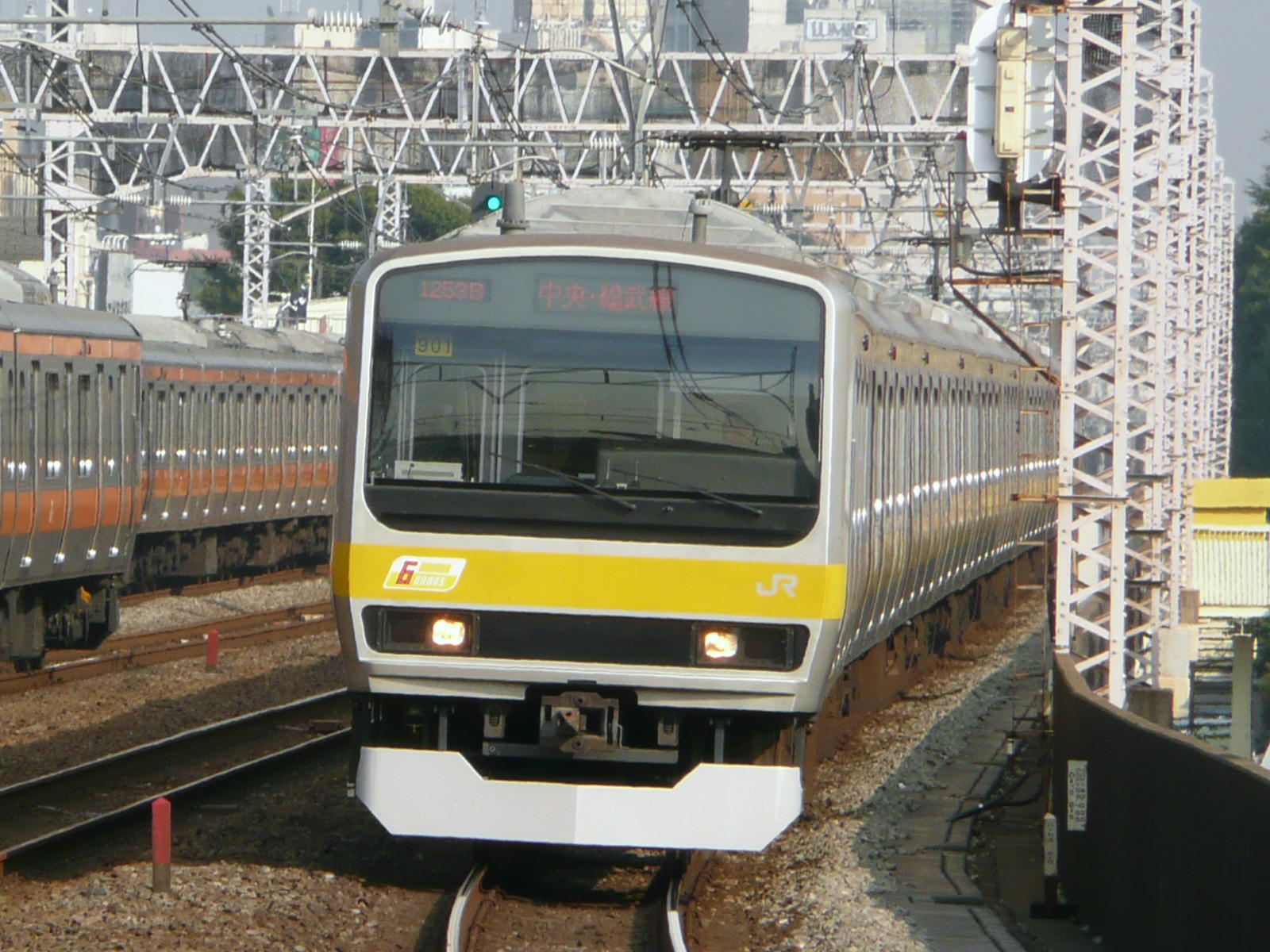
JR東日本E231系電車
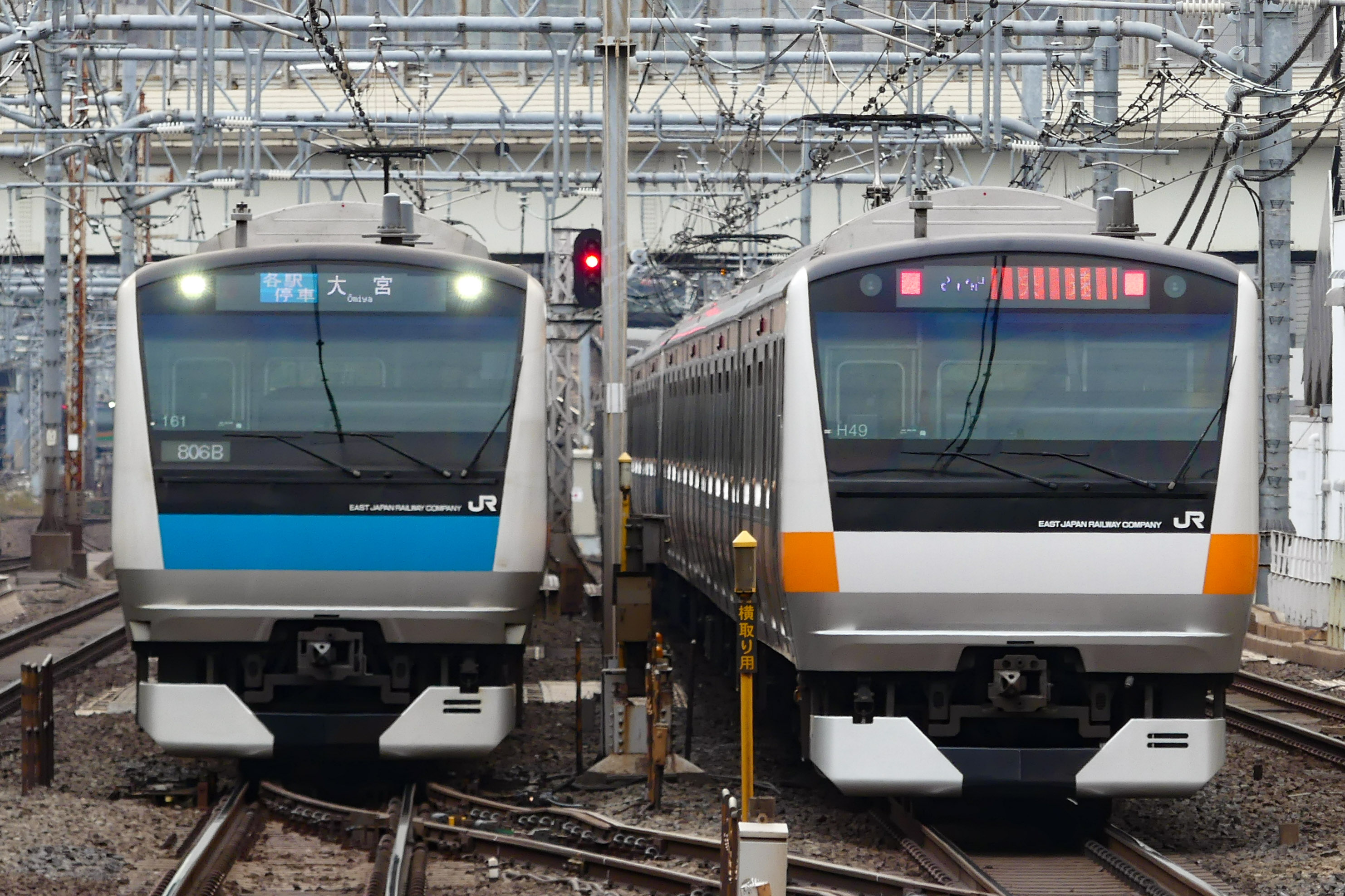
JR東日本E233系電車
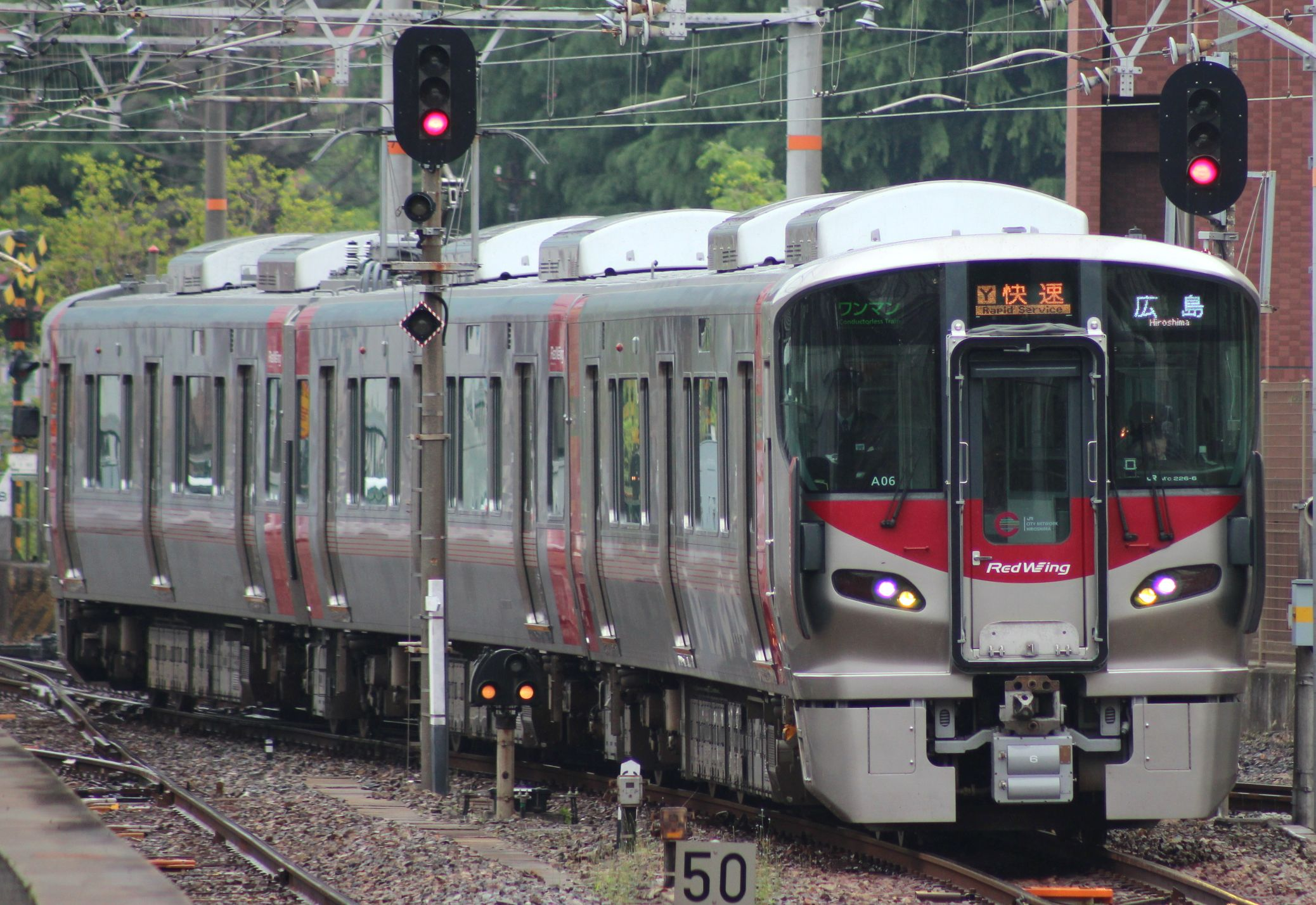
JR西日本227系電車

## 著書
- 『道具考』鹿島研究所出版会(SD選書)　1969
- 『インダストリアル・デザイン 道具世界の原型と未来』日本放送出版協会(NHKブックス) 1971
- 『デザイン 技術と人間を結ぶもの』日本経済新聞社(ソフトサイエンス・シリーズ) 1972
- 『道具の思想 ものに心を、人に世界を』PHP研究所 1980
- 『幕の内弁当の美学 日本的発想の原点』ごま書房(ゴマセレクト) 1980 のち朝日文庫
- 『仏壇と自動車 発想を変える新しい「モノ観」』佼成出版社(ダルマブックス) 1986
- 『モノと日本人』東京書籍 1994
- 『人の心とものの世界 卓上醤油びんから秋田新幹線「こまち」まで』ほるぷ出版 (「こころ」シリーズ) 1997
- 『道具論』鹿島出版会 2000
- 『インダストリアルデザインが面白い 第一人者が教える"モノに命を吹き込む"極意』河出書房新社(Kawade夢新書)　2000
- 『道具寺建立縁起』鹿島出版会 2006
- 『デザインの道 道具寺道具村建立縁起展』鹿島出版会 2007
- 『デザインに人生を賭ける』春秋社 2009
- 『袈裟とデザイン 栄久庵憲司の宇宙曼荼羅』芸術新聞社 2011

### 共著・監修
- 『台所道具の歴史』GK研究所共著 柴田書店 (味覚選書)　1976
- 『かたちの構想力』監修,野口瑠璃, GK 著 鹿島出版会 (広がるデザイン 1997

翻訳
- ジェームス・ガラット『デザインとテクノロジー』高坂文雄訳,監修 コスモス 2004